# Памятник Александру II (Кривой Рог)
Царю

освободителю

императору

Александру II

благодарные крестьяне

Криво-Рогской

волости
Памятник Александру II — памятник-бюст российскому императору Александру II в местечке Кривой Рог Херсонской губернии.

## История
Установлен в апреле 1912 года на пересечении Николаевской и Почтовой улиц в специально разбитом для этого скверике.
По одним данным уничтожен в марте 1917 года, по другим — демонтирован в октябре 1917 года по решению революционного комитета.
В 1924 году постамент перенесли на братскую могилу пяти коммунистов-подпольщиков, расстрелянных в июне 1918 года.
Затем постамент стал памятником на братской могиле расстрелянных немцами в 1942 году жителей еврейской колонии Ингулец.

## Характеристика
Мраморный бюст высотой 1,5 метра был установлен на лабрадоритовый пирамидальный обелиск высотой 6 метров. Обелиск состоял из двух основных частей и на гранях был увенчан гирляндами из дубовых листьев, высеченных из этого же монолита. На лицевой стороне на доске из белого мрамора была выполнена памятная надпись. Скульптор А. М. Опекушин.